# Geely FC
Der Geely FC (in Russland Geely Vision) ist ein PKW des chinesischen Herstellers Geely der Marke Geely.
Der Wagen wurde in China, Russland und Syrien angeboten, wobei das Fahrzeug in Syrien mit einem 1,5-Liter-, in Russland aber mit einem deutlich stärkeren 1,8-Liter-Ottomotor ausgestattet wurde. In China hingegen wurden beide Motoren angeboten. Das 1,5-Liter Aggregat wurde erst 2009 eingeführt.

## Technische Daten
|                              | 1.8i      |
| ---------------------------- | --------- |
| max. Leistung (PS) bei 1/min | 139 PS    |
| Karosserie                   | Limousine |
| Türen                        | 4         |
| Kraftstoffart                | Benzin    |